# Chaunus gnustae
Chaunus gnustae là một loài cóc trong họ Bufonidae. Chúng là loài đặc hữu của Argentina.
Môi trường sống tự nhiên của nó là các con sông. Loài này đang bị đe dọa do mất nơi sống.